# بدائل حيوية

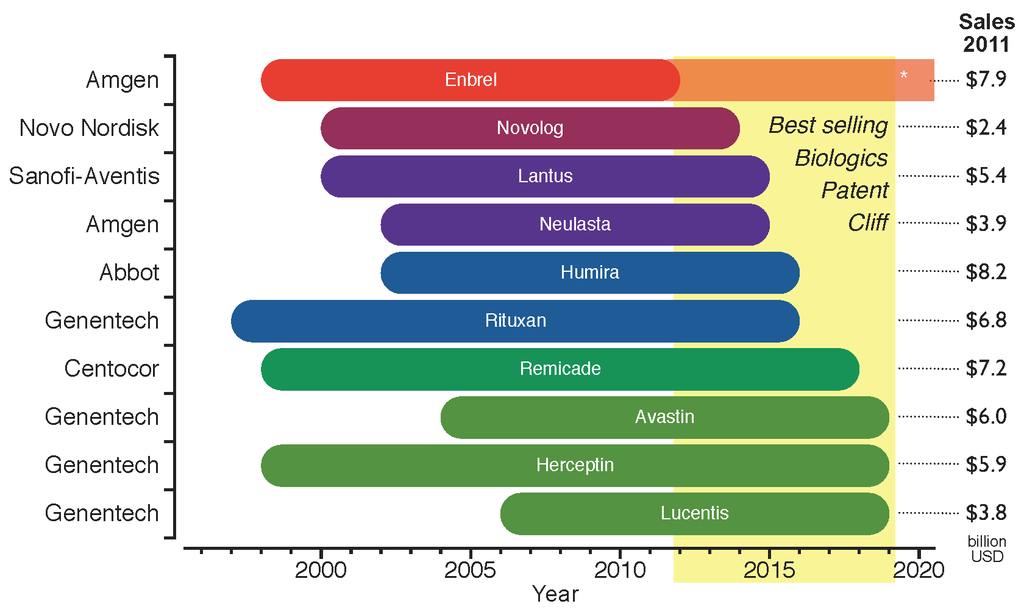

البدائل الحيوية أو المشابهات الحيوية (بالإنجليزية: Biosimilars)‏ أو المتابعة البيولوجية (بالإنجليزية: follow-on biologics)‏ هو مصطلح مستخدم لوصف النسخ اللاحقة التي تم الموافقة عليها رسميًا من المنتجات الصيدلانية البيولوجية المبتكرة التي أدلت بها الشركة الراعية أو المخترعة بعد انتهاء براءة الاختراع والحصرية على المنتج المبتكر.
وتعد الإشارة إلى المنتج المبتكر السابق جزء لا يتجزأ من الموافقة.

## اقرأ أيضًا
- هيبارين